# Шахлыев, Кака
Кака́ Шахлы́ев (род. 1936 год, Ильялинский район, Ташаузский округ, Туркменская ССР, СССР) — звеньевой колхоза имени Ленина Ильялинского района Ташаузской области, Туркменская ССР. Герой Социалистического Труда (1957).

## Биография
Родился в 1936 году в крестьянской семье в одном из сельских населённых пунктов Ильялинского района.
Окончил местную начальную школу, после которой трудился в местном хлопководческом колхозе. Проходил срочную службу в Советской Армии. После армии возвратился на родину, где трудился механизатором на хлопковым полях колхоза имени Ленина Ильялинского района.
В 1956 году механизированное звено под его руководством показало высокий результат при сборке хлопка-сырца. Указом Президиума Верховного Совета СССР от 14 февраля 1957 года удостоен звания Героя Социалистического Труда за «выдающиеся успехи в деле развития советского хлопководства, широкое применение достижений науки и передового опыта в возделывании хлопчатника и получение высоких и устойчивых урожаев хлопка-сырца» с вручением ордена Ленина и золотой медали «Серп и Молот» (№ 7112).
В последующие годы трудился бригадиром хлопководов в этом же колхозе.
Проживал в Ильялинском районе.